# ハロウィン (プロレスラー)
ハロウィン（Helloween、1971年5月22日 - ）は、メキシコのプロレスラー。

## 来歴
1987年4月3日、メキシコのバハ・カリフォルニア州ティフアナでデビュー。
1993年8月、AAAに覆面レスラー「ハロウィン」として入団。
1997年3月、WCWに一つ目怪奇レスラー「シクロペ」として参戦。以降はハロウィンとシクロペを使い分ける。
1999年12月、ティファナでスペル・パルカとのコントラマッチに破れて素顔になる。以降はペイントを施す。
2000年8月、全日本プロレスに参戦。
2001年1月、全日本プロレスに参戦。11月、CMLLに入団。
2007年8月、CMLLを退団してAAAに入団。
2008年12月7日、ペロス・デル・マールに参戦。

## 得意技
ラ・カバラバサ

## タイトル歴
AAA
AAA世界タッグチーム王座 : 1回（w / エクストリーム・タイガー）
AAA世界トリオ王座 : 1回（w / ダミアン666、Xフライ）
AAA世界混合タッグ王座 : 1回（w / マリー・アパッチェ）
AAAバハ・カリフォルニア州ライトヘビー級王座 : 1回
IWCミドル級王座 : 1回
CMLL
メキシコナショナルトリオ王座 : 2回（w / ダミアン666、サイコシス→w / ダミアン666、ミステル・アギラ）
RPW
RPWタッグ王座 : 1回（w / ダミアン666）
WWA
WWA世界ジュニアライトヘビー級王座 : 1回
WWO
WWOタッグ王座 : 1回（w / ダミアン666）
X-LAW
X-LAWタッグ王座 : 1回（w / ダミアン666）
XPW
XPW世界タッグ王座 : 2回（w / ダミアン666）
その他
LAWA世界ミドル級王座 : 1回
WWEAエクストリーム王座 : 1回
NGX世界タッグ王座 : 1回（w / ダミアン666）